# A prisão dos povos
Prisão dos povos ou prisão das nações (em russo:  тюрьма народов) é uma frase atribuída pela primeira vez à Vladimir Lenin em 1914. Ele o aplicou à Rússia, descrevendo a política nacional da época. A ideia de chamar a Rússia de prisão é baseada no livro La Russie en 1839 do Marquês de Custine.
Engels tinha usado a frase. Também está associado à crítica do historiador soviético Mikhail Pokrovsky à "Rússia – a prisão dos povos" e "Rússia – gendarmaria internacional".
O principal significado da frase era a ideia geral do Império Russo seria um estado autoritário e atrasado. Tal definição também foi usada em relação a outros estados multinacionais que reprimiram o desejo de autodeterminação dos povos constituintes (Áustria-Hungria, Império Otomano, URSS, Iugoslávia e outros).

## Historiografia
Em "Rússia como a Prisão das Nações" (1930), Pokrovsky afirma que a coerção direta foi aplicada com maior frequência pelo Império Russo em áreas de expansão no Extremo Oriente, Cáucaso, Ásia Central e Manchúria, bem como nas partes ocidentais do império como a Polônia, e "muitos poloneses terminaram suas vidas na Sibéria". Pokrovsky mencionou que não existiam escolas ucranianas, bielorrussas e georgianas e que nas escolas polonesas o uso da língua polonesa era penalizado com a privação das refeições. Pokrovsky destacou a história dos judeus como os mais rejeitados no regime czarista, devido a as Zonas de Assentamentos de Judeus, em que podiam morar. Pokrovsky citou a ideia de Lênin de que "a ditadura dos latifundiários servos não seria apenas um reflexo do atraso econômico de nosso país, mas também uma das causas desse atraso. Como se apoiava em formas muito antigas de economia, não permitiria que a economia avançasse ao mesmo tempo. Enquanto não fosse derrubado, [o Império Russo] tinha que permanecer um país agrário atrasado."
Os historiadores soviéticos normalmente criticavam as políticas czaristas, que incluíam algum uso da frase "prisão dos povos" depois de Lenin. Por outro lado, os historiadores têm debatido o quanto Stalin estava disposto a reconhecer a existência da ideia de "prisão dos povos" de Lenin e Pokrovsky. As "Observações" foram um conjunto de escritos enviados em agosto de 1934 a editores soviéticos fornecendo uma interpretação oficial da história da URSS, que se tornou pública com sua publicação no órgão estatal Pravda em janeiro de 1936. O conteúdo desses textos foi, por vezes, visto pelos historiadores como uma disposição stalinista de reconhecer a observação de Lenin. No entanto, o historiador David Brandenberger discordou com base no contexto e na época das publicações privadas originais no início de 1934. Em julho de 1934, Stalin enviou uma carta ao Politburo soviético, argumentando que a Rússia czarista não deveria ser especificamente criticada, porque todos os países europeus haviam sido reacionários no século XIX, e não apenas o Império Russo. À luz da historiografia de Stalin, Brandenberger argumentou que a conclusão importante desses textos não é que eles incluíram a frase "czarismo – prisão dos povos", mas sim que substituíram a palavra "Rússia" em uma frase anterior com o "czarismo" para reduzir o alvo da crítica a uma forma de governo específica. Embora Stalin tenha usado algumas tendências remanescentes do internacionalismo, essa mudança serviu a uma interpretação mais "pragmática" da história, da perspectiva do Kremlin soviético, que começou a reutilizar mais elementos do nacionalismo.(359-360)
Em janeiro de 1936, outra coletânea de livros de história foi lançada, presidida por Andrei Zhdanov e incluindo diversos altos funcionários do Partido Comunista, incluindo Nikolai Bukharin, Karl Radek, Yakov Yakovlev e Karl Bauman, entre outros. Em conjunto com o trabalho desta comissão, Bukharin escreveu uma longa crítica de Pokrovsky e sua metodologia, acusando o falecido historiador de adesão mecanicista a fórmulas sociológicas abstratas, sua falha em entender e aplicar adequadamente o método dialético e uma tendência a retratar a história como um processo grosseiramente universal. A Comissão Zhdanov, em consulta com Stalin, emitiu um comunicado relevante que categorizava os historiadores da escola Pokrovsky como indutores de ideias prejudiciais que eram no fundo "antimarxistas, antileninistas, essencialmente negativas e anticientíficas".
A crítica de Pokrovsky ao antigo regime (czarista) como uma "prisão dos povos" e "gendarme internacional" teria sido considerada um "niilismo nacional" antipatriótico e uma nova ortodoxia histórica nacionalista russa até então estabelecida. Essa nova ortodoxia oficial permaneceu em vigor durante a vida de Stalin e, até certo ponto, até o colapso da URSS.
Alguns historiadores, considerando a situação da União Soviética como um império colonial, aplicaram a ideia da "prisão das nações" à URSS. Thomas Winderl escreveu: "A URSS tornou-se, em certo sentido, mais uma prisão de nações do que o antigo Império jamais havia sido.".